# Alcedo
Ledňáček (Alcedo) je jediný rod čeledi ledňáčkovitých žijící i v Česku, lidově zvaný rybařík.

## Biotop
Ledňáčci tohoto rodu se vyskytují nejčastěji v okolí potoků, mangrovů, řek či stojatých vod, často i v blízkosti lidských sídel.

## Biologie
V létě rod vyhledává místa se strženými břehy, ve kterých hnízdí. V zimě dává přednost nezamrzajícím tokům, často se potuluje po krajině. Velká část druhů žije v tropických oblastech a je stálá. V tuhých zimách větší část populace severských druhů táhne do jižních oblastí, dochází zároveň k velkým ztrátám na životech a kolapsům populace těchto ptáků. Ty jsou vyrovnávány vysokým počtem vajec ve snůšce, který je u stálých druhů nižší. V České republice existuje skupina pro výzkum ledňáčka říčního při ČSOP.

## Seznam druhů
- ledňáček mindanajský (Alcedo argentata)
- ledňáček říční (Alcedo atthis)
- ledňáček azurový (Alcedo azurea)
- ledňáček drobný (Alcedo coerulescens)
- ledňáček modropláštíkový (Alcedo cristata)
- ledňáček luzonský (Alcedo cyanopectus)
- ledňáček modroprsý (Alcedo euryzona)
- ledňáček větší (Alcedo hercules)
- ledňáček bělobřichý (Alcedo leucogaster)
- ledňáček modrohřbetý (Alcedo meninting)
- ledňáček principeský (Alcedo nais)
- ledňáček mangrovový (Alcedo pusilla)
- ledňáček třpytivý (Alcedo quadribrachys)
- ledňáček límcový (Alcedo semitorquata)
- ledňáček svatotomášský (Alcedo thomensis)
- ledňáček chocholatý (Alcedo vintsioides)
- ledňáček bismarcký (Alcedo websteri)